# Taliándörögd
Taliándörögd là một thị trấn thuộc hạt Veszprém, Hungary. Thị trấn này có diện tích 28,08 km², dân số năm 2010 là 698 người, mật độ 25 người/km².